# Stephan Rind
Stephan Rind (* 2. Juli 1967 in Köln) ist ein deutscher Unternehmer, Manager und Business Angel.
Nach einer Banklehre bei der Kölner Bank wechselte er 1988 nach New York zu Prudential Securities im Bereich Investmentbanking. Nach Stationen bei der Hornblower Fischer AG und der Beteiligungsgesellschaft IQ Capital war er von 2000 bis 2003 Chief Investment Officer der schweizerischen Fortmann Cline Group.
2003 übernahm er mit einer Gruppe Investoren die börsennotierte Küppersbusch AG, die im gleichen Jahr in Colonia Real Estate AG umbenannt wurde. Unter seiner Führung als Vorstandsvorsitzender entwickelte sich die Colonia Real Estate AG zum drittgrößten börsennotierten Wohnungskonzern in Deutschland. Mit der Übernahme der Gesellschaft durch TAG Immobilien verließ er Anfang 2011 das Unternehmen. Bis 2015 war Stephan Rind Verwaltungsratsvorsitzender der OTI Greentech AG führte die Gesellschaft zu einem Börsengang an die Börse Düsseldorf und war danach noch bis 2017 Aufsichtsratsvorsitzender der Gesellschaft. 2017 gründete er die BrickMark Group in Zug mit dem Ziel Real World Assets ("RWA") insbesondere Immobilientransaktionen mittels Blockchain Technologie zu tokenisieren und den Immobilienmarkt digital zu transformieren. Im Januar 2020 übernahm die BrickMark Gruppe mit Rind als CEO 80% der Bahnhofstrasse Immobilien AG mit dem Gebäude Bahnhofstrasse 52 in Zürich und tokenisierte das Gebäude im Wert von CHF 130 Millionen auf der Ethereum Blockchain. Die Transaktion gilt als bisher grösste Tokenisierung eine einzelnen  Gewerbeimmobilien weltweit und wurde u.a. von der Oxford University in England als  Meilenstein der Tokensierung im Immobilienbereich gewürdigt . Mit der Expertise der Tokenisierung der Bahnhofstrasse 52 erweiterte BrickMark sein Geschäftsmodell für Investoren und Immobilienbesitzer um "Tokenisierung as a Service" ("TaaS"). In 2025 erfolgte die Umfirmierung in BRICKMARK X. Nach sieben Jahren als CEO wechselte  Rind als Chairman in das Advisory Board der Gesellschaft und steht der Gruppe weiterhin als  strategischer Berater zur Verfügung. BrickMark bezeichnet sich eine der führenden Plattformen für die digitale Transformation und Tokenisierung von Real World Assets. 
Im Rahmen des 2013 Business Excellence Award des Acquisition International Magazins wurde Stephan Rind als „Swiss CEO of the Year – Green Engineering“ ausgezeichnet.
Er ist Co-Initiator des Bundesverbandes Alternative Investments e.V. (BAI) und Mitgründer des Institutes der Deutschen Immobilienwirtschaft (IDDIW) und war mehrere Jahre Mitglied des Präsidiums.
Stephan Rind ist Mitglied des Kuratoriums der Jeannette-Gräfin-Beissel-von-Gymnich-Stiftung und Ehrenkurator der Hannah-Stiftung gegen sexuelle Gewalt.